# Хемингуэй и Геллхорн
«Хемингуэй и Геллхорн» (англ. Hemingway & Gellhorn) — американский телевизионный фильм 2012 года, снятый компанией HBO. Картина повествует об отношениях Марты Геллхорн и её мужа, знаменитого писателя Эрнеста Хемингуэя. Режиссёр — Филип Кауфман.

## Сюжет
Фильм рассказывает об отношениях одной из самых известных американских пар — действие картины начинается в 1936 году в баре Флориды, где Хемингуэй и Геллхорн впервые встретились. К тому времени он уже был знаменитым писателем, она — одной из величайших военных корреспондентов XX века. Их пятилетний брак начался с поездки в Испанию, где бушевала гражданская война 1936—1939 года. Геллхорн стала первой женой, подавшей на развод, а также вдохновившей Хемингуэя на написание одного из самых известных его романов «По ком звонит колокол».

## В ролях
- Николь Кидман — Марта Геллхорн
- Клайв Оуэн — Эрнест Хемингуэй
- Дэвид Стрэтэрин — Джон Дос Пассос
- Молли Паркер — Полин Пфайффер
- Паркер Поузи — Мэри Уэлш Хемингуэй
- Родриго Санторо — Зарра
- Питер Койоти — Максвелл Перкинс
- Ларс Ульрих — Йорис Ивенс
- Роберт Дювалль — советский генерал Петров[7]
- Тони Шалуб — Михаил Кольцов
- Сантьяго Кабрера — Роберт Капа
- Джоан Чэнь — мадам Чан Кайши
- Айтор Инарра — Фелипе Леон
- Реми Обержене — Джон Ферно
- Стивен Вииг — Симо Хяюхя
- Марк Пеллегрино — Макс Истмен
- Дайан Бэйкер — миссис Геллхорн, мать Марты
- Джеффри Джонс — Чарльз Колебо
- Maлколм Браунсон — Орсон Уэллс
- Энтони Брендон Вонг  — Чжоу Эньлай

## Съёмки
Съёмки начались в марте 2011 года в Сан-Франциско. Релиз картины назначен на май 2012 года.
Мировая премьера состоялась на 65-м Международном Каннском кинофестивале вне конкурса 25 мая 2012 года. В понедельник, 28 мая 2012 года в США состоялся премьерный показ картины на кабельном телеканале HBO.